# Eduardo Rivas López
Eduardo Rivas López (Sevilla, 1910-Sevilla, 6 de noviembre de 1935) fue un obrero electricista español de ideología falangista. En noviembre de 1935 fue víctima de un atentado terrorista y falleció en el acto.

## Atentado

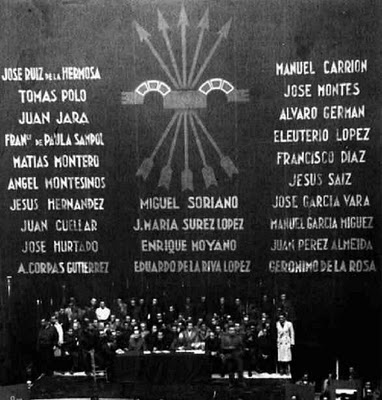
Telón de los caídos de FE de las JONS, en un acto de febrero de 1936. En el telón puede leerse el nombre de Eduardo de la Riva López.

Eduardo Rivas López y su compañero Jerónimo Pérez de la Rosa fueron tiroteados por un grupo de individuos que les perseguían en la calle San Vicente de Sevilla el 6 de noviembre de 1935. Eduardo Rivas fue alcanzado por dos disparos en el corazón y falleció a los pocos segundos. Jerónimo Pérez fue trasladado de urgencia a la Casa de Socorro de Sevilla, donde se le atendió de un balazo en la región precordial y un segundo impacto en el antebrazo derecho. Murió a las pocas horas.